# Edgar Buchanan

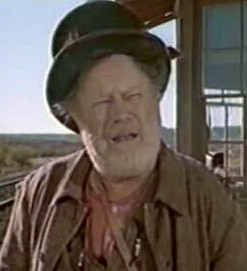
Edgar Buchanan

Edgar Buchanan (n. 20 martie 1903 – d. 4 aprilie 1979) a fost un actor american de film si TV.

## Filmografie
- 1940 Corsarul (The Sea Hawk), regia Michael Curtiz (nemenționat)
- 1947 Marea de iarbă (The Sea of Grass), regia Elia Kazan
- 1958 Valea prafului de pușcă (The Sheepman), regia George Marshall
- 1960 Cimarron, regia Charles Walters
- 1963 McLintock!, regia Andrew V. McLaglen

| An   | Titlu                                | Rol                                   | Note                      |
| ---- | ------------------------------------ | ------------------------------------- | ------------------------- |
| 1939 | My Son Is Guilty                     | Dan, Bartender                        |                           |
| 1940 | Too Many Husbands                    | Det. Adolph McDermott                 |                           |
| 1940 | Three Cheers for the Irish           | Party Guest                           | Nemenționat               |
| 1940 | Tear Gas Squad                       | Cousin Andy, un polițist              |                           |
| 1940 | Escape to Glory                      | Charles Atterbee                      |                           |
| 1940 | The Seahawk                          | Ben Rollins                           | Nemenționat               |
| 1940 | When the Daltons Rode                | Narrator / Old-timer                  | Nemenționat               |
| 1940 | Arizona                              | Judge Bogardus                        |                           |
| 1941 | Penny Serenade                       | Applejack Carney                      |                           |
| 1941 | Her First Beau                       | Elmer Tuttle                          |                           |
| 1941 | The Richest Man in Town              | Pete Martin                           |                           |
| 1941 | Texas                                | Buford "Doc" Thorpe                   |                           |
| 1941 | You Belong to Me                     | Billings, Groundskeeper               |                           |
| 1942 | Tombstone, the Town Too Tough to Die | Curly Bill Brocious                   |                           |
| 1942 | The Talk of the Town                 | Sam Yates                             |                           |
| 1943 | City Without Men                     | Michael T. Mallory                    |                           |
| 1943 | The Desperadoes                      | Uncle Willie McLeod                   |                           |
| 1943 | Good Luck, Mr. Yates                 | Jonesey Jones                         |                           |
| 1943 | Destroyer                            | Kansas Jackson                        |                           |
| 1944 | Buffalo Bill                         | Sergeant Chips McGraw                 |                           |
| 1944 | Bride by Mistake                     | Jonathan Connors                      |                           |
| 1944 | The Impatient Years                  | Judge                                 |                           |
| 1944 | Strange Affair                       | Lt. Washburn                          |                           |
| 1946 | The Fighting Guardsman               | Pepe, bandit-valet                    |                           |
| 1946 | Abilene Town                         | Sheriff 'Bravo' Trimble               |                           |
| 1946 | The Bandit of Sherwood Forest        | Friar Tuck                            |                           |
| 1946 | Perilous Holiday                     | George Richards                       |                           |
| 1946 | The Walls Came Tumbling Down         | Rev. George Bradford                  |                           |
| 1946 | Renegades                            | Kirk Dembrow                          |                           |
| 1946 | If I'm Lucky                         | Darius J. Magonnagle                  |                           |
| 1947 | The Sea of Grass                     | Jeff                                  |                           |
| 1947 | Framed                               | Jeff Cunningham                       |                           |
| 1948 | The Swordsman                        | Angus MacArden                        |                           |
| 1948 | The Wreck of the Hesperus            | George Lockhart                       |                           |
| 1948 | The Black Arrow                      | Lawless                               |                           |
| 1948 | Adventures in Silverado              | Dr. Hendersonn, aka The Monk          |                           |
| 1948 | Best Man Wins                        | Jim Smiley                            |                           |
| 1948 | Coroner Creek                        | Sheriff O'Hea                         |                           |
| 1948 | The Untamed Breed                    | John Rambeau                          |                           |
| 1948 | The Man from Colorado                | Doc Merroan                           |                           |
| 1949 | The Walking Hills                    | Old Willy                             |                           |
| 1949 | Red Canyon                           | Jonah Johnson                         |                           |
| 1949 | Lust for Gold                        | Wiser                                 |                           |
| 1949 | Any Number Can Play                  | Ed                                    |                           |
| 1950 | Cheaper by the Dozen                 | Dr. Burton                            |                           |
| 1950 | Cargo to Capetown                    | Sam Bennett                           |                           |
| 1950 | The Big Hangover                     | Uncle Fred Mahoney                    |                           |
| 1950 | Devil's Doorway                      | Zeke Carmody                          |                           |
| 1951 | The Great Missouri Raid              | Dr. Samuels                           |                           |
| 1951 | Rawhide                              | Sam Todd                              |                           |
| 1951 | Cave of Outlaws                      | Dobbs                                 |                           |
| 1951 | Silver City                          | Dutch Surrency                        |                           |
| 1952 | The Big Trees                        | Walter 'Yukon' Burns                  |                           |
| 1952 | Flaming Feather                      | Sgt. O'Rourke                         |                           |
| 1952 | Wild Stallion                        | John Wintergreen                      |                           |
| 1952 | Toughest Man in Arizona              | Jim Hadlock                           |                           |
| 1952 | She Couldn't Say No                  | Ed Meeker                             |                           |
| 1953 | The War of the Worlds                | Square dance musician                 | Nemenționat               |
| 1953 | It Happens Every Thursday            | Jake                                  |                           |
| 1953 | Shane                                | Fred Lewis                            |                           |
| 1954 | Make Haste to Live                   | Șerif Lafe                            |                           |
| 1954 | Human Desire                         | Alec Simmons                          |                           |
| 1954 | Dawn at Socorro                      | Sheriff Cauthen                       |                           |
| 1954 | Destry                               | The Honorable Hiram J. Sellers, Mayor |                           |
| 1955 | Rage at Dawn                         | Judge                                 |                           |
| 1955 | The Silver Star                      | Will "Bill" Dowdy                     |                           |
| 1955 | The Lonesome Trail                   | Dan Wells                             |                           |
| 1955 | Wichita                              | Doc Black                             |                           |
| 1956 | Come Next Spring                     | Mr. Canary                            |                           |
| 1957 | Spoilers of the Forest               | Tom Duncan                            |                           |
| 1958 | Day of the Bad Man                   | Sam Wyckoff                           |                           |
| 1958 | The Sheepman                         | Milt Masters                          |                           |
| 1959 | King of the Wild Stallions           | Idaho                                 |                           |
| 1959 | It Started with a Kiss               | Congressman Richard Tappe             |                           |
| 1959 | Edge of Eternity                     | Șerif Edwards                         |                           |
| 1959 | Hound-Dog Man                        | Doc Cole                              |                           |
| 1959 | Stump Run                            | Buck Gaskin                           |                           |
| 1960 | Four Fast Guns                       | Dipper                                |                           |
| 1960 | Cimarron                             | Judge Neal Hefner                     |                           |
| 1960 | Chartroose Caboose                   | Woody Watts                           |                           |
| 1961 | Tammy Tell Me True                   | Judge Carver                          |                           |
| 1961 | Devil's Partner                      | Don Lucas                             |                           |
| 1961 | The Comancheros                      | Judge Thaddeus Jackson Breen          |                           |
| 1962 | Ride the High Country                | Judge Tolliver                        |                           |
| 1963 | Donovan's Reef                       | Boston Attorney Francis X. O'Brien    |                           |
| 1963 | A Ticklish Affair                    | Captain Martin                        |                           |
| 1963 | McLintock!                           | Bunny Dull                            |                           |
| 1963 | Move Over, Darling                   | Judge Bryson                          |                           |
| 1965 | The Rounders                         | Vince Moore                           |                           |
| 1965 | The Man from Button Willow           | Sorry                                 | Voce                      |
| 1966 | Gunpoint                             | Bull                                  |                           |
| 1967 | Welcome to Hard Times                | Brown                                 |                           |
| 1969 | Angel in My Pocket                   | Axel Gresham                          |                           |
| 1974 | Benji                                | Bill                                  | (ultimul său rol de film) |